# Charlotte Salt
Charlotte Leah Salt (Staffordshire, 12 de agosto de 1985) es una actriz inglesa, más conocida por haber interpretado a Ursula Misseldon en la serie The Tudors, a Kate Bettany en Bedlam y a Sam Nicholls en Casualty.

## Biografía
Asistió al St. Dominic's Priory School.
Salió con el actor Rik Young. Salió con el actor británico Oliver Coleman, con quien se comprometió en 2013 y se casó en Somerset el 31 de julio de 2014. La pareja le dio la bienvenida a su primer hijo en abril del 2017.

## Carrera
En teatro, ha aparecido en obras como Les Miserables y Oliver Twisten el teatro Stoke-on-Trent Rep y en Comedy Night y en David Copperfield en el teatro New Victoria. Apareció por primera vez en la televisión cuando interpretó a la joven Laura en dos episodios de la serie In a Land of Plenty. Ha aparecido en series como The Bill, CSI: Crime Scene Investigation, Entourage, Wildfirey The Inspector Lynley Mysteries, entre otras.
En 2002 se unió al elenco de la serie Born and Bred, donde interpretó a Helen Gilder hasta 2005. En 2007 prestó su voz para el personaje de Estrith en la película Beowulf. En 2009 apareció de forma recurrente en la tercera temporada de la exitosa serie The Tudors, donde interpretó a Lady Ursula Misseldon.
En 2010 interpretó a lady Virginia Revel en la serie Agatha Christie's The Secret of Chimneys. En 2011 se unió al elenco principal de la serie Bedlam, donde interpretó a la agente de viajes Kate Bettany. Ese mismo año interpretó a Lisa Watson en un episodio de la serie Death in Paradise y el 15 de octubre del mismo año se unió al elenco principal de la serie británica Casualty, donde interpretó a la doctora Sam Nicholls hasta el 13 de diciembre de 2013. En 2015 se unió al elenco recurrente de la segunda temporada de la serie The Musketeers, donde interpretó a lady Marguerite hasta el final de la segunda temporada ese mismo año.

## Filmografía

### Series de televisión
| Año         | Serie                          | Personaje             | Notas                         |
| ----------- | ------------------------------ | --------------------- | ----------------------------- |
| 2015        | The Musketeers                 | Lady Marguerite       | 8 episodios                   |
| 2011 - 2013 | Casualty                       | Dra. Sam Nicholls     | 81 episodios                  |
| 2011 - 2012 | Bedlam                         | Kate Bettany          | 7 episodios                   |
| 2011        | Death in Paradise              | Lisa Watson           | episodio # 1.2                |
| 2009        | The Tudors                     | Lady Ursula Misseldon | 5 episodios                   |
| 2006 - 2007 | Wildfire                       | Gillian Parsons       | 13 episodios                  |
| 2006        | CSI: Crime Scene Investigation | Eve Girard            | episodio "Kiss Kiss, Bye Bye" |
| 2005        | Entourage                      | Mesera                | episodio "The Bat Mitzvah"    |
| 2002 - 2005 | Born and Bred                  | Helen Gilder          | 20 episodios                  |
| 2003        | The Bill                       | Sarah Morgan          | episodio # 107                |
| 2002        | The Inspector Lynley Mysteries | Maggie Spence         | episodio "Missing Joseph"     |
| 2001        | In a Land of Plenty            | Joven Laura           | 2 episodios                   |

### Películas
| Año  | Películas                      | Personaje                         | Notas                                                    |
| ---- | ------------------------------ | --------------------------------- | -------------------------------------------------------- |
| 2012 | How to Grow Your Own           | Alex                              | junto a Esteban Powell, Travis Wester y John Brickner    |
| 2011 | A Princess for Christmas       | Lady Arabella Marchand du Belmont | junto a Katie McGrath, Sam Heughan y Roger Moore         |
| 2010 | Below the Beltway              | Hope B.                           | junto a Kip Pardue                                       |
| 2010 | Marple: The Secret of Chimneys | Virginia                          | junto a Edward Fox, Stephen Dillane y Anthony Higgins    |
| 2010 | Ivory                          | Nadia                             | junto a Beau Garrett, Travis Fimmel y Tim Draxl          |
| 2009 | Deep in the Valley             | Tracy                             | junto a Chris Pratt, Brendan Hines y Scott Caan          |
| 2008 | Perchance to Dream             | -                                 | junto a Rik Young                                        |
| 2007 | Beowulf                        | Estrith                           | junto a Robin Wright, Anthony Hopkins y Rik Young        |
| 2006 | The TV Set                     | Sarah                             | junto a David Duchovny, Sigourney Weaver y Ioan Gruffudd |
| 2005 | Beneath Still Waters           | Clara Borgia                      | junto a Michael McKell y Raquel Meroño                   |
| 2001 | The Whistle-Blower             | Sasha Tracey                      | junto a Olegar Fedoro                                    |